# Attentat de l'Hipercor à Barcelone
L'attentat de l'Hipercor est l'attentat perpétré par l'organisation terroriste ETA dans le centre commercial Hipercor situé sur l'avenue Méridienne à Barcelone le 19 juin 1987. Il cause 21 morts et 45 blessés.

## Faits
Des membres de l'ETA ont placé dans le parking de l'hypermarché Hipercor une Ford Escort munie d'une fausse plaque d'immatriculation, contenant 200 kg d'explosifs. Un appel téléphonique a d'abord été passé au quotidien nationaliste Avui avec le message suivant : « Je suis le porte-parole du commando militaire de Barcelone de l'ETA. Entre trois heures trente et quatre heures, il y aura une explosion dans l'entrepôt de l'Hipercor de via Meridiana. Nous avons prévenu la police et la direction de l'entrepôt. Vive Euskadi! »
L'alerte n'a pas été prise au sérieux, et le centre commercial est resté ouvert jusqu'à l'explosion. En fait, des agents se sont rendus dans le parking de l'hypermarché mais n'ont rien observé d'anormal, et en ont jugé que la menace n'était pas sérieuse.
L'onde de choc de l'explosion atteint 2 800 mètres par seconde et la température monte à 2 300 degrés. Des flammes remontent et gagnent en puissance dans le rayon textile. Au troisième étage du bâtiment, une clinique où 30 patients étaient présents a pu être évacuée malgré l'épaisse fumée.

## Réactions
En Espagne, cet attentat marque les esprits car il touche ces nouveaux lieux de grande consommation que sont les hypermarchés et qui semblaient absolument sans risque jusqu'alors.

## Auteurs
La voiture remplie d'explosifs est garée dans le parking de l'Hipercor par Rafael Caride Simón Lutxo, Josefa Mercedes Ernaga et Domingo Troitiño Arranz. 
Le boucher employé de l'Hipercor, Robert Manrique, raconte avoir rencontré  l'un des 4 auteurs présumés de l'attentat alors qu'il était déjà derrière les barreaux. Ce dernier lui aurait expliqué les raisons de l'attentat et lui aurait demandé pardon.

## Condamnations
Domingo Troitiño et Josefa Ernaga sont arrêtés après l'attentat et jugés en 1989. Ils écopent d'une peine d'emprisonnement de 794 ans.
En août 2018, l'un des auteurs de l'attentat, Santiago Arróspide Sarasola, sort de prison après avoir purgé une peine de 30 ans.

## Commémorations
En 2017, une exposition commémorative est mise en place à l'occasion des 30 ans de l'attentat.